# Franz Hanreiter
Franz Hanreiter (Vienna, 4 novembre 1913 – Vienna, 21 gennaio 1992) è stato un calciatore austriaco, di ruolo centrocampista.

## Palmarès
- Campionato austriaco: 1

Admira Vienna: 1939